# Liste der Kulturdenkmäler in Marbach
Die folgende Liste enthält die in der Denkmaltopographie ausgewiesenen Kulturdenkmäler auf dem Gebiet des Ortsteils Marbach der  Stadt Marburg, Landkreis Marburg-Biedenkopf, Hessen.
Hinweis: Die Reihenfolge der Denkmäler in dieser Liste orientiert sich an der Anschrift, alternativ ist sie auch nach der Bezeichnung oder der Bauzeit sortierbar.
Kulturdenkmäler werden fortlaufend im Denkmalverzeichnis des Landes Hessen durch das Landesamt für Denkmalpflege Hessen auf Basis des Hessischen Denkmalschutzgesetzes (HDSchG) geführt. Die Schutzwürdigkeit eines Kulturdenkmals hängt nicht von der Eintragung in das Denkmalverzeichnis des Landes Hessen oder der Veröffentlichung in der Denkmaltopographie ab.

## Kulturdenkmäler
| Bild                          | Bezeichnung                           | Lage | Beschreibung | Bauzeit        | Objekt-Nr. |
| ----------------------------- | ------------------------------------- | --- | --- | -------------- | ---------- |
| Bild gesucht BW               | Gesamtanlage 16, Landgrafenweg        | Marburg, Bienenweg, Im Köhlersgrund, Landgrafenweg Lage                                                        | |                |            |
| Bild gesucht BW               | Gesamtanlage 17, Ortskern Marbach     | Marburg, Am Engelsberg, Wasserreservoir, Auf der Hube, Brunnenstraße, Emil von Behring Straße, Haselhecke Lage | |                |            |
| Bild gesucht BW               | Gesamtanlage 18, Ginsterweg           | Marburg, Ginsterweg Lage                                                                                       | |                |            |
| Bild gesucht BW               | Wohnhaus                              | Marburg, Am Engelsberg 4 LageFlur: 8, Flurstück: 22/1                                                          | | 18. Jh.        |            |
| Bild gesucht BW               | Wohnhaus                              | Marburg, Am Engelsberg 13 LageFlur: 8, Flurstück: 46                                                           | |                |            |
| Bild gesucht BW               | Scheune                               | Marburg, Am Engelsberg 14 LageFlur: 8, Flurstück: 19                                                           | | 1697           |            |
| Bild gesucht BW               | Wohnhaus                              | Marburg, Am Engelsberg 17 LageFlur: 8, Flurstück: 51                                                           | | 1928           |            |
| Bild gesucht BW               | Wohn/Wirtschaftsgebäude               | Marburg, Am Engelsberg 21b LageFlur: 8, Flurstück: 58/1                                                        | | 19. Jh.        |            |
| Bild gesucht BW               | Wasserreservoir                       | Marburg, Am Engelsberg o. Nr. LageFlur: 8, Flurstück: 9/1                                                      | | 1913           |            |
| Bild gesucht BW               | Wohnhaus                              | Marburg, Auf der Hube 1 LageFlur: 7, Flurstück: 52/3                                                           | | 1700 nach      |            |
| Bild gesucht BW               | Wohnhaus                              | Marburg, Bienenweg 7 LageFlur: 10, Flurstück: 13/5                                                             | | 1900 ca.       |            |
| Bild gesucht BW               | Doppelwohnhaus                        | Marburg, Bienenweg 10/12 LageFlur: 10, Flurstück: 24/2, 25/5                                                   | | 20. Jh.        |            |
| Bild gesucht BW               | Wohnhaus mit Nebengebäuden            | Marburg, Bienenweg 21 LageFlur: 10, Flurstück: 22/1                                                            | Wohnhaus von Heinrich Freudenstein | 1905 vor       |            |
| Bild gesucht BW               | Scheune                               | Marburg, Brunnenstraße 4a LageFlur: 7, Flurstück: 47/26                                                        | | 1900           |            |
| Bild gesucht BW               | Wohnhaus                              | Marburg, Brunnenstraße 6 LageFlur: 7, Flurstück: 48/3                                                          | | 1900 ca.       |            |
| Bild gesucht BW               | Wohnhaus                              | Marburg, Brunnenstraße 15 LageFlur: 8, Flurstück: 27/6                                                         | | 1880/90        |            |
| Bild gesucht BW               | Ehem. von Behring’sche Gutsverwaltung | Marburg, Brunnenstraße 16 LageFlur: 7, Flurstück: 55/10                                                        | | 1901           |            |
| Bild gesucht BW               | Einhaus                               | Marburg, Brunnenstraße 17 LageFlur: 8, Flurstück: 21/2                                                         | | 1900 ca.       |            |
| Bild gesucht BW               | Wohnhaus                              | Marburg, Brunnenstraße 20 LageFlur: 6, Flurstück: 30/10                                                        | | 1876           |            |
| Bild gesucht BW               | Wohnhaus                              | Marburg, Emil-von-Behring-Straße 11 LageFlur: 10, Flurstück: 32/3                                              | | 1908           |            |
| Bild gesucht BW               | Ehemalige Scheune                     | Marburg, Emil-von-Behring-Straße 13 LageFlur: 9, Flurstück: 51/7                                               | | 1820 ca.       |            |
| Bild gesucht BW               | Wohnhaus                              | Marburg, Emil-von-Behring-Straße 17 LageFlur: 9, Flurstück: 50/1                                               | | 20. Jh.        |            |
| Bild gesucht BW               | Ehemaliges Kurhaus                    | Marburg, Emil-von-Behring-Straße 47/Brunnenstraße 2 LageFlur: 7, Flurstück: 45/3                               | | 1880           |            |
| Bild gesucht BW               | Wohnhaus                              | Marburg, Emil-von-Behring-Straße 52 LageFlur: 7, Flurstück: 41/2                                               | | 1765           |            |
| Bild gesucht BW               | Friedhofskapelle                      | Marburg, Emil-von-Behring-Straße o. Nr. LageFlur: 5, Flurstück: 8/1                                            | | 19123/14       |            |
| Bild gesucht BW               | Wohnhaus                              | Marburg, Haselhecke 2 LageFlur: 8, Flurstück: 42                                                               | | 20. Jh.        |            |
| Bild gesucht BW               | Zweiteiliges Wirtschaftsgebäude       | Marburg, Haselhecke 10 LageFlur: 8, Flurstück: 36/3, 36/4                                                      | | 1816 Baubeginn |            |
| Bild gesucht BW               | Schule                                | Marburg, Haselhecke 15/17 LageFlur: 9, Flurstück: 65                                                           | | 1915           |            |
| weitere Bilder                | Verkehrsmal, Grenzstein               | Marburg, außerhalb (Gemarkung Marbach) LageFlur: 13, Flurstück: 38/1                                           | Zwei historische Grenzsteine aus Sandstein an der Kreuzung der K 72 und K 80 an der Gemarkungsgrenze zwischen Marbach und Wehrshausen. Der kräftige Sandsteinpfeiler mit abgeflachter pyramidalen Spitze zeigt die Ortsnamen Marbach und Wehrshausen. Der nebenstehende kleine Grenzstein ist oben abgerundet und ist bezeichnet mit M (Marbach) 17.          |                |            |
| Michelbacher/Görzhäuser Seite | Grenzstein                            | Marburg, außerhalb (Gemarkung Marbach) LageFlur: 2, Flurstück: 1/2                                             | Der Deutschordensgrenzstein ohne Jahreszahl an der Gemarkungsgrenze zwischen Michelbach und Marbach markiert den Grenzverlauf des Deutschordensbesitzes für den Hof Görzhausen. Der einfache, oben abgerundete Grenzstein aus Rotsandstein zeigt das Deutschordenskreuz auf der einen Seite und ein M für Marbach mit der Grenzsteinnummer 3 auf der anderen. |                |            |